# Подгайцевская сельская община
Подгайцевская сельская община (укр. Підгайцівська сільська громада) — территориальная община в Луцком районе Волынской области Украины.
Административный центр — село Подгайцы.
Население составляет 25402 человека. Площадь — 292,6 км².
В соответствии с распоряжением Кабинета Министров Украины от 12 июня 2020 года, в состав общины вошла территория Липинского, Лыщенского, Подгайцевского, Поддубцовского и Романовского сельских советов Луцкого района, а также Бороховского, Зверевского и Хорлуповского сельских советов упразднённого Киверцовского района.

## Населённые пункты
В состав общины входит 20 сёл:
- Подгайцы
  - Крупа
  - Струмовка
- Бороховский старостинский округ:
  - Борохов
  - Вишнев
  - Диброва
- Зверевский старостинский округ:
  - Александрия
  - Веснянка
  - Зверев
- Липинский старостинский округ:
  - Липины
- Лыщенский старостинский округ:
  - Воротнев
  - Лыще
- Поддубцевский старостинский округ:
  - Гаразджа
  - Поддубцы
- Романовский старостинский округ:
  - Ботин
  - Верховка
  - Новокотов
  - Романов
- Хорлуповский старостинский округ:
  - Пальче
  - Хорлупы